# Échec à la Gestapo
Pour plus de détails, voir Fiche technique et Distribution.
Échec à la Gestapo (All Through the Night) est un film d'espionnage américain à suspense réalisé par Vincent Sherman, produit par la Warner Bros, sorti en 1941, avec Humphrey Bogart dans le rôle principal.

## Synopsis
L'action se situe à New York pendant la Seconde Guerre mondiale. Miller, un boulanger d'un certain âge (interprété par Ludwig Stossel), est assassiné par un sinistre inconnu (Peter Lorre). Alfred « Gloves » Donahue (Humphrey Bogart), qui était son associé de longue date et son ami, essaie de trouver le coupable ; lui-même est un petit gangster mais la plupart du temps inoffensif et affable. Une piste le conduit jusqu'à une chanteuse en boîte de nuit, Leda Hamilton (Kaaren Verne), qui lui apprend qu'elle et Miller étaient sous la coupe d'une organisation nazie, une cinquième colonne, dirigée par Ebbing (Conrad Veidt). Gloves lui-même est soupçonné d'avoir assassiné un membre du gang rival (Edward Brophy) et doit démasquer le coupable pour prouver son innocence.

## Fiche technique
- Titre : Échec à la Gestapo
- Titre original : All Through the Night
- Réalisation : Vincent Sherman
- Scénario : Leonard Spigelgass, Edwin Gilbert (en), Leo Rosten
- Musique : Adolph Deutsch, Max Steiner
- Photographie : Sidney Hickox
- Effets visuels : Edwin B. DuPar
- Montage : Rudi Fehr
- Décors : Max Parker (en)
- Costumes : Howard Shoup
- Production : Hal B. Wallis
- Société de production : Warner Bros. Pictures
- Pays d'origine :  États-Unis
- Format : Noir et blanc - 35 mm - 1,37:1
- Genre : Action, comédie dramatique thriller, guerre, espionnage et film noir
- Durée : 107 minutes
- Dates de sortie : 
  - États-Unis : 2 décembre 1941
  - France : 14 décembre 1949

## Distribution
- Humphrey Bogart : Alfred « Gloves » Donahue  VF Claude Peran
- Conrad Veidt : Ebbing
- Kaaren Verne : Leda Hamilton
- Jane Darwell : Mme Donahue
- Frank McHugh : Barney
- Peter Lorre : Pepi
- Judith Anderson : Madame
- William Demarest : Sunshine
- Jackie Gleason : Starchy
- Phil Silvers : Louie, serveur
- Wallace Ford : Spats Hunter
- Barton MacLane : Marty Callahan
- Edward Brophy : Joe Denning
- Martin Kosleck : Steindorff
- Jean Ames : Annabelle
- Ludwig Stossel : M. Miller
- Irene Seidner : Mme Miller
- James Burke : Forbes
- Ben Welden (en) : Smitty
- Hans Schumm : Anton
- Charles Cane : Sage
- Frank Sully : Spence
- Sam McDaniel : le diacre

Acteurs non crédités
- Clancy Cooper : un sergent de police
- Roland Drew : un journaliste
- Mary Servoss : une passante
- Wolfgang Zilzer : Frascher